# وانتد
د وانتِد (به انگلیسی: The Wanted) یک گروه موسیقی بریتانیایی و ایرلندی است که در لندن بنیان گذاشته شد. اعضای این گروه موسیقی مکس جورج، جی مک‌گینس، سیوا کینسواران، تام پارکر، ناتان سایکز هستند. ترانه همیشه پایین که در ژوئیه ۲۰۱۰ از این گروه منتشر شد در بریتانیا به مدت یک هفته در صدر بود. این گروه سرانجام در سال ۲۰۱۸ منحل شد. آلبوم آن‌ها د وانتد که در اکتبر ۲۰۱۰ منتشر شد در بریتانیا چهارم شد. از ترانه‌های معروف دیگر این گروه می‌توان به خوشحالم که آمدی اشاره کرد، این آهنگ به مدت سه هفته شماره یک در جدول بریتانیا، شماره سه در آمریکا و شماره دو درکانادا بود این آهنگ تنها سه میلیون کپی در آمریکا داشت و به مدت دو هفته پرفروش‌ترین آهنگ در بریتانیا و ایرلند بوده‌است.

## اعضا

### مکس جورج
مکسیمیلیام آلبرتو «مکس» جورج با خانواده اش در منچستر بزرگ شد. قبل از موسیقی بازیکن فوتبال بود. قبلاً هم عضو گروه پسرانه «خیبان» بود که در فصل سوم اکس فکتور در سال ۲۰۰۶ شرکت کردند.
جورج با بازیگر زن، میشل کیگان بعد از اینکه او را در کنسرتی دید، نامزد کرد. ولی در آوریل ۲۰۱۲، نامزدی بهم خورد. در اکتبر ۲۰۱۳، جوروج اعلام کرد با مدل دانمارکی لباس‌های زیر، نینا آگدل، قرار می‌گذارد. آنها بدون سرو صدا و در سکوت در فوریه ۲۰۱۴از هم جدا شدند. جورج در آوریل ۲۰۱۴اعلام کرد که با یک مدل به نام امی ویلرتون قرار می‌گذارد.

### ناتان سایکز
ناتان جیمز سایکز به عنوان «بچه» در گروه معروف است. او در گلوسستر با مادرش، که یک معلم موسیقی است، و خواهر کوچکترش جسیکابزرگ شد. او خوانندگی و اجرا را از شش سالگی شروع کرد. او به عنوان یک خواننده کودک برنده مسابقات مختلفی شد برای مثال او در سن نه سالگی در برنامه بریتنی اسپیرس به عنوان یک کودک شرکت کرد و اول شد هنگامی که بریتنی اسپیرس می‌خواست جایزه را به او بدهد گونه خود را سمت سایکز گرفت و سایکز گونه بریتنی اسپیرس را بوسید. در آوریل ۲۰۱۳، اعلام شد بعد از یک استراحت تقریباً یک‌ماهه، مجبور به جراحی گلو خواهد بود. وضعیت او گزارش نشد ولی گفته می‌شد او از خون ریزی تارهای صوتی رنج می‌برد. گفته شد جدایی سایکز از گروه موقتی است و بعد از بهبودی برخواهد گشت. در ژوئن ۲۰۱۳، سایکز با آهنگ «من تو را پیدا کردم» بازگشت. بعد از پایان آهنگ گفت: «برگشتن حس خوبی دارد.»
برنامه واقعی گروه بنام «زندگی د وانتد» سندی بر مشکلات صدایی اسکایز بود و به بیننده سختی‌های جسمی و عاطفی برای تحمل کردن چند ماه دوری از گروه را نشان می‌داد. در آگوست ۲۰۱۳، سایکز به همراه آریانا گرانده قطعه «تقریباً هیچ وقت کافی نیست» را اجرا کرد. به عنوان اولین آهنگ ضبط شده در استودیو بعد از عملش، توسط هنرمندان زیادی مانند گروه ستوردیس(the Saturdays)، گروه جی ال اس(jls)و… تمجید شد در حدی که اد شیران(ed sheeran)از او تعریف و تمجید کرد. در سپتامبر ۲۰۱۳، در توئیتر اعلام کرد در رابطه‌ای با آریانا گرانده است ولی در ژانویه ۲۰۱۴، گرند در یک مصاحبه رادیویی گفت که هر دو تصمیم گرفتند رابطه ۵ ماهه خود را تمام کنند ولی دوست‌های خوبی برای همدیگر خواهند ماند.

### سیوا کنسواران
سیوا مایکل کنسواران در دابلین به همراه پدر سریلانکایی و مادر ایرلندی خود و برادر دوقلویش کومار و ۶ برادر و خواهر دیگرش بزرگ شد. او در ۱۶ سالگی شروع به حرفه مودلینگ کرد. بین ۵ مارس تا ۲۳ آوریل ۲۰۰۸ در ۸ قسمت سریال «حریف سخت» بازی کرد. به همراه برادرش در یک قسمت «عمو مکس» نیز شرکت کرد. در ۹ دسامبر ۲۰۱۳، کینسواران اعلام کرد بعد از ۶ سال دوستی با دوست دخترش، ناریشا مک کافری، نامزد کرده‌است. او گفت با حلقه نک الماسه ۳/۵ قیراطی زانو زده و از ناریشا درخواست ازدواج کرده.

### جی مک‌گینس
جیمز کوین «جی» مکگینس در ناتینگهامشیر بزرگ شد و در ۱۳ سالگی به مدرسه رقص رفت. او یک برادر به نام تام و سه خواهر و برادر دیگر دارد.

### تام پارکر
توماس آنتونی «تام» پارکر بزرگترین عضو گروه است. او در بولتون بزرگ شد. او در ۱۶ سالگی زدن گیتار را از برادر بزرگش یادگرفت. سپس در مسابقات اکس فکتور شرکت کرد ولی در مرحله اول رد شد. پارکر در دانشگاه منچستر جغرافیا خواند ولی به سمت خوانندگی حرفه‌ای روی آورد. از از سال ۲۰۱۱، با دوست دختر بازیگرش، کلسی هاردویک قرار می‌گذارد.